# Giovanni Paolo Maggini
Pour les articles homonymes, voir Maggini.
Giovanni Paolo Maggini (né à Brescia en 1580, mort dans la même ville en 1632) est un luthier italien dit de l'école de Brescia.

## Biographie
Giovanni Paolo Maggini a été l'élève de Gasparo da Salò, qui est considéré comme l'un des premiers luthiers avec Andrea Amati.
Maggini est sans doute le luthier à avoir vraiment défini la sonorité du violon par comparaison avec la viole. Il reste une soixantaine de violons de sa production. Ses violons sont reconnus pour leur sonorité plus sombre et plus puissante que ceux d'Amati.
Maggini est le père d'une innovation très importante qui fut reprise par tous les luthiers. Il s'agit des contre-éclisses. Celles-ci sont censées renforcer les éclisses par l'intérieur du violon.
Une partie de ses violons comportent des doubles filets, ce qui a un intérêt purement décoratif. Ces doubles filets ont par ailleurs fait fureur à son époque, si bien que nombre des contemporains de Maggini s'y sont prêtés.